# Торсон Тулузький
Торсон або Хорсон Тулузький (*Chorson, Tercin, Torso, Chorso, д/н — після 790) — граф Тулузький у 778—790 роках.

## Життєпис
Про родину і батьків нічого невідомо. У 767—768 роках брав участь у поході проти незалежного герцогства Аквітанії. У 778 році франкським королем Карлом Великим було утворено Тулузьке графство для боротьби проти маврів та васконів. Першим графом було призначено наймогутнішого з місцевих феодалів Торсона.
У 781 році було відновлено Аквітанське королівство, яким було оголошено новонародженого сина Карла Великого — Людовіка, то опікуном і регентом при малолітньому королеві став граф Торсон.
Торсон фактично керував Аквітанским королівством за відсутності малолітнього короля Людовіка, який супроводжував свого батька в походах до Італії, проти Аварського каганату, слов'ян. Тому Торсон навіть іноді став іменуватися дуксом (тобто герцогом або володарем).
У 788 році Торсон був розбитий повсталим Адальріком, герцогом Васконії, був узятий в полон і відпущений на свободу після того, як дав клятву ніколи більше не виступати зі зброєю проти Васконії. Дізнавшись про це, в 790 році Карл Великий викликав Торсона на з'їзд, де позбавив посади, призначивши на його місце Вільгельма Желонского. Подальша доля невідома.